# Lamborghini

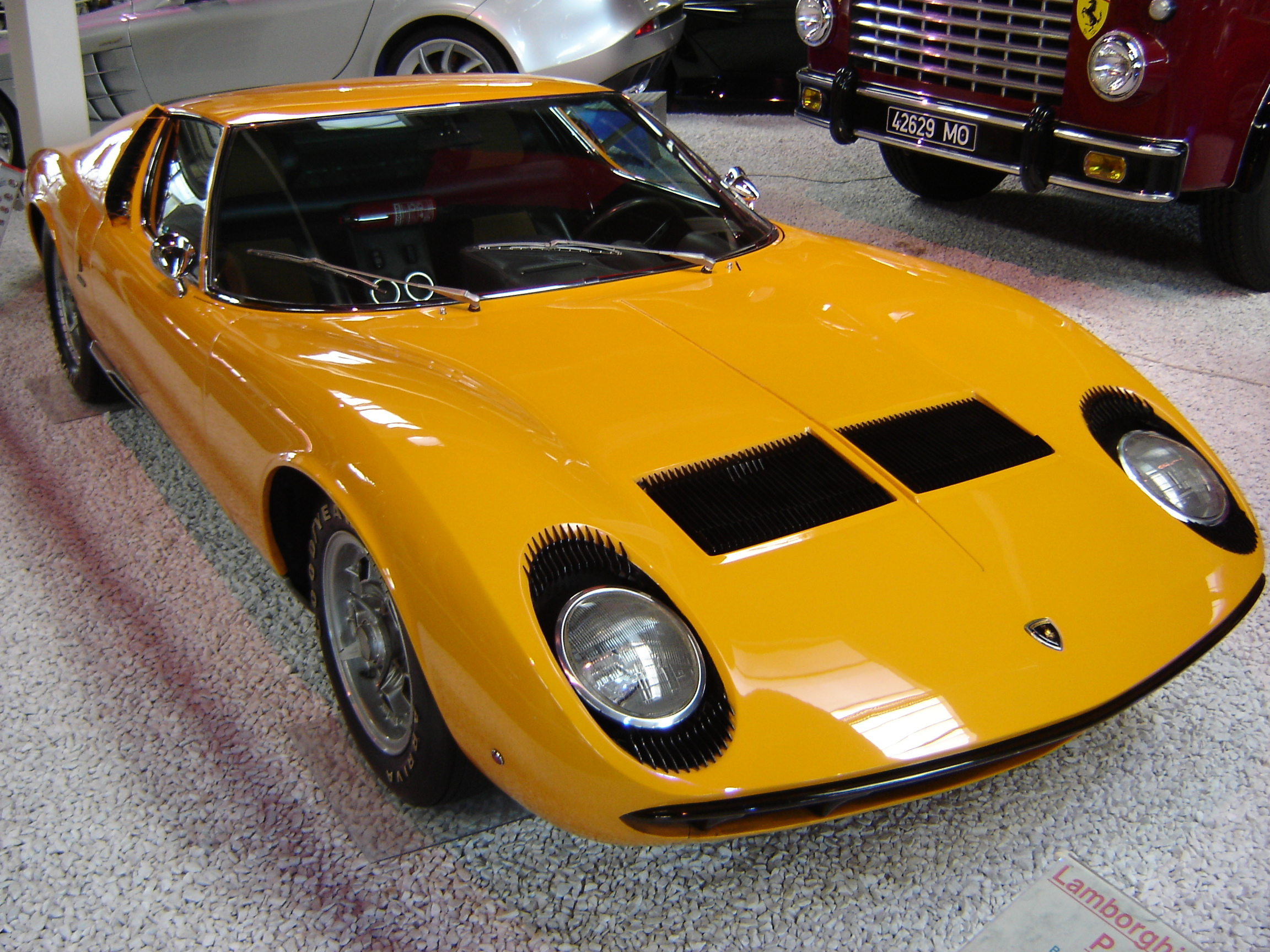
Lamborghini Miura P400 SV

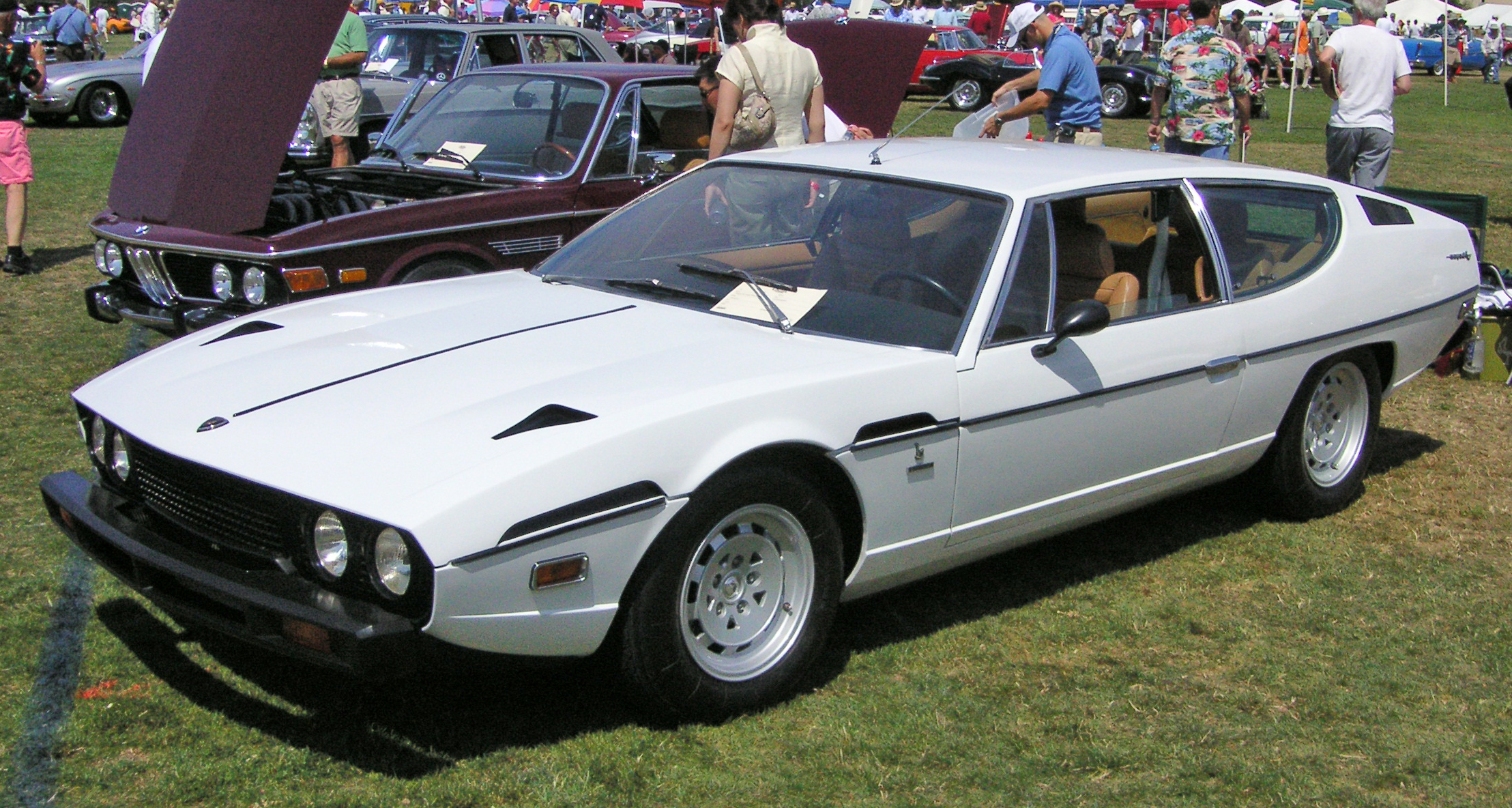
Lamborghini Espada S3

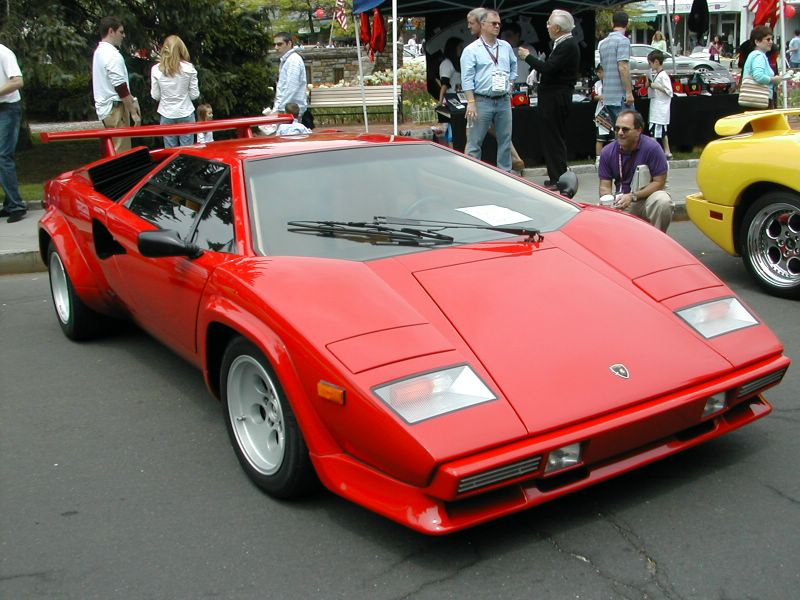
Lamborghini Countach LP500S

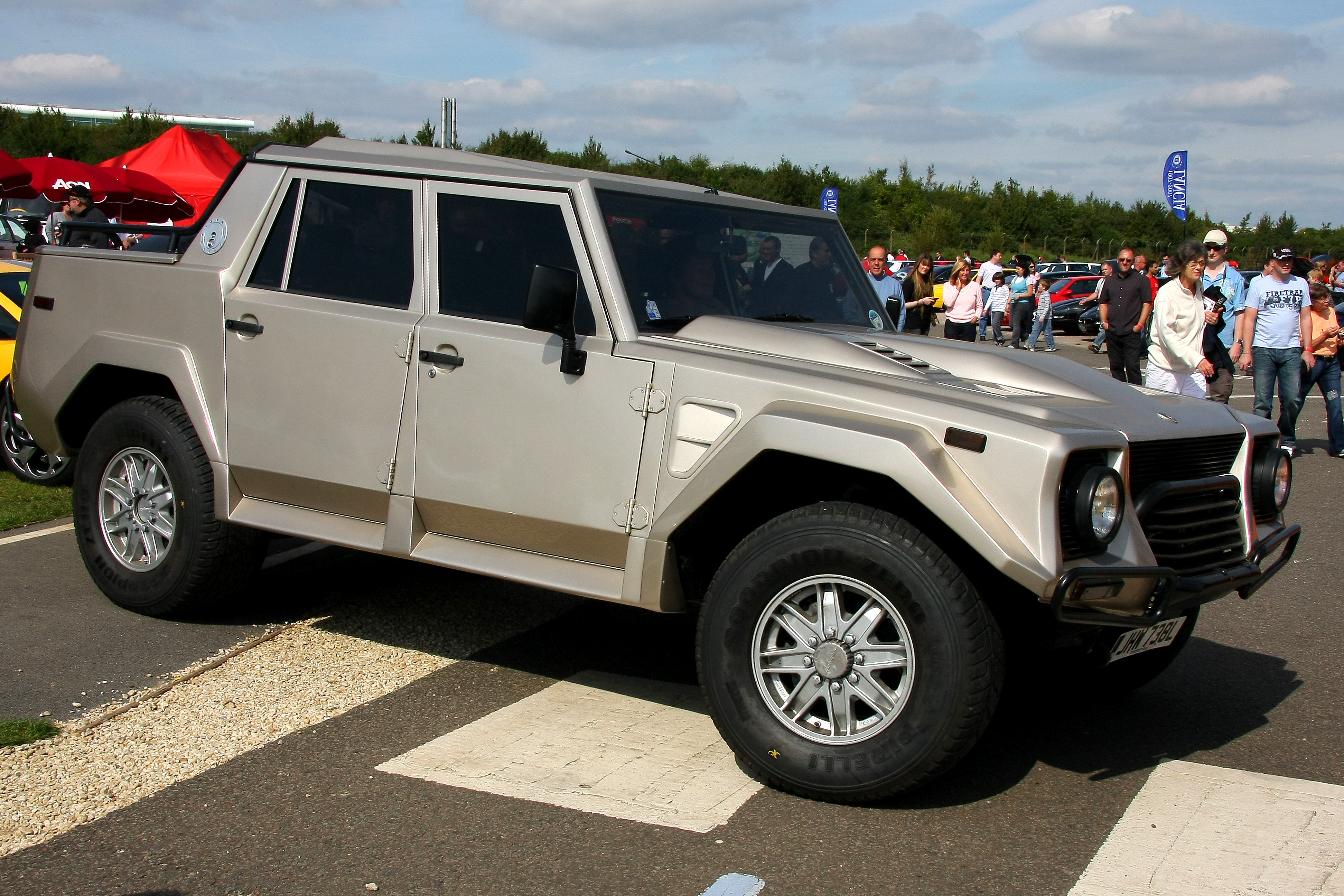
Lamborghini LM002

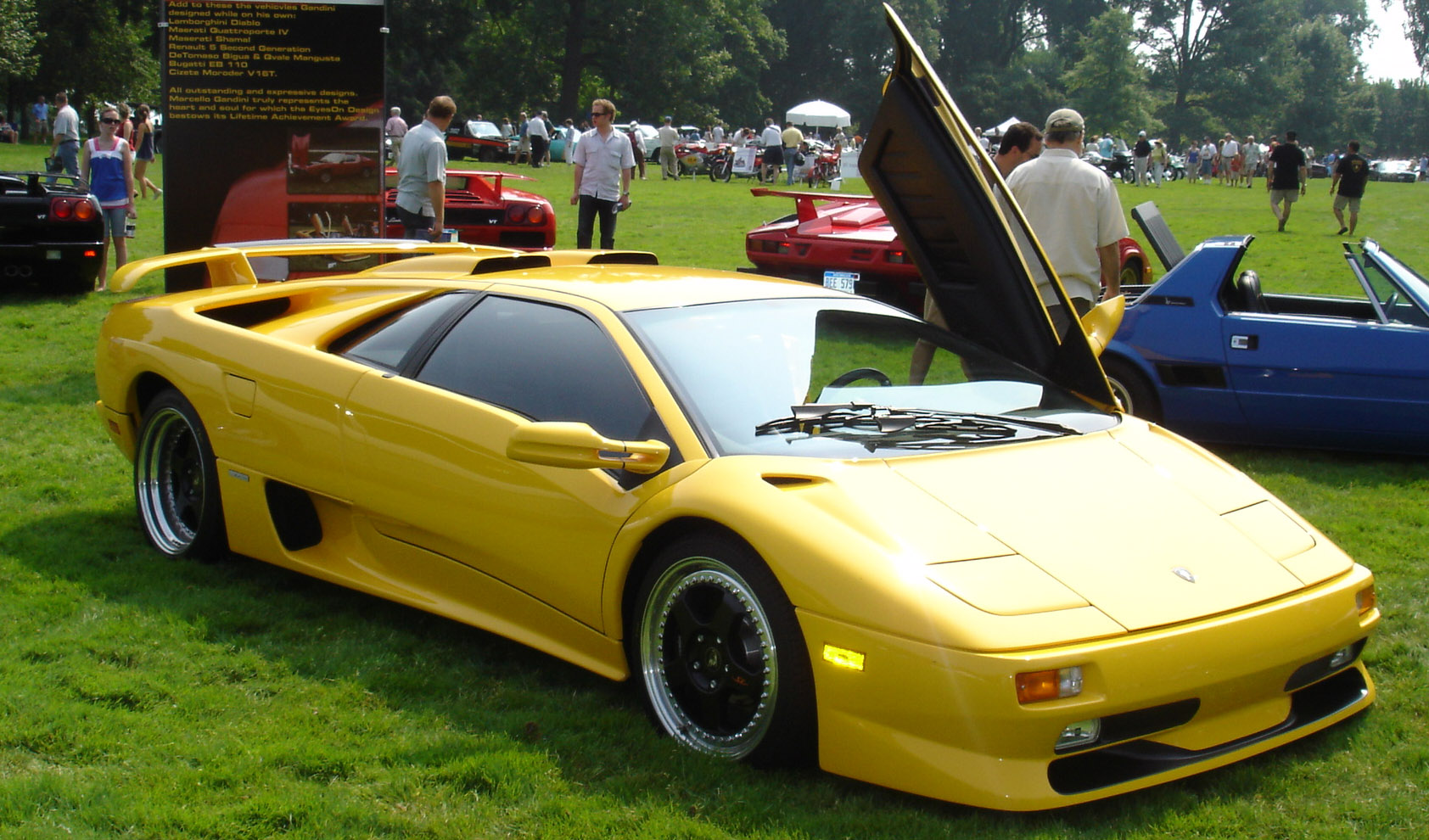
Lamborghini Diablo

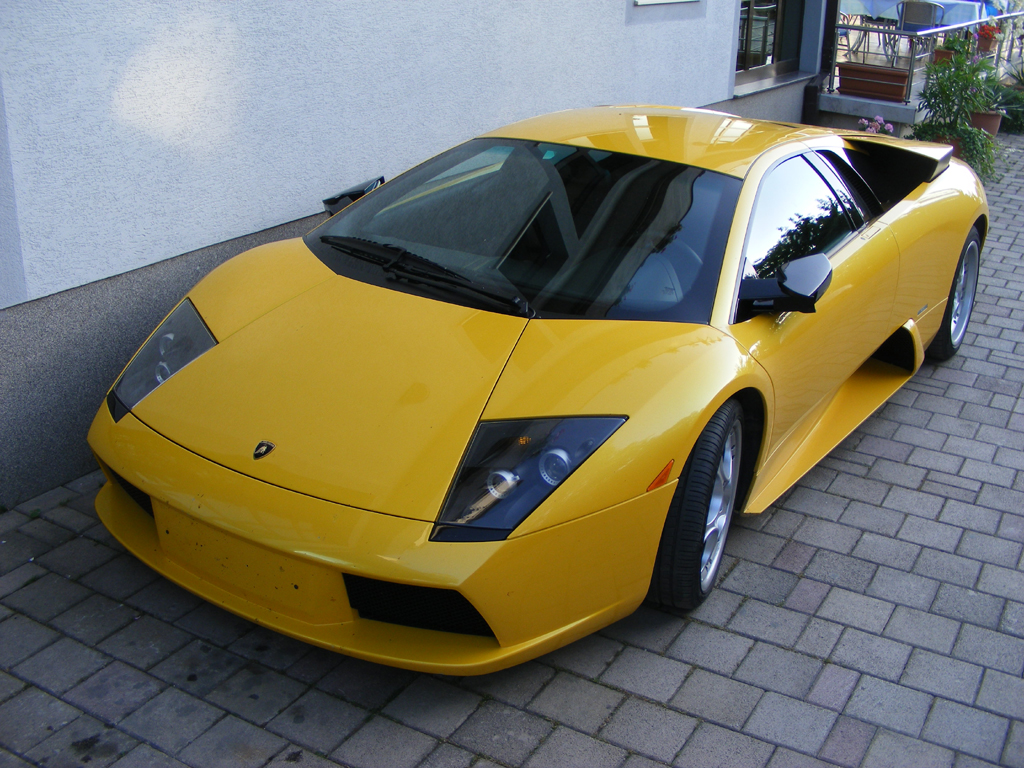
Lamborghini Murciélago

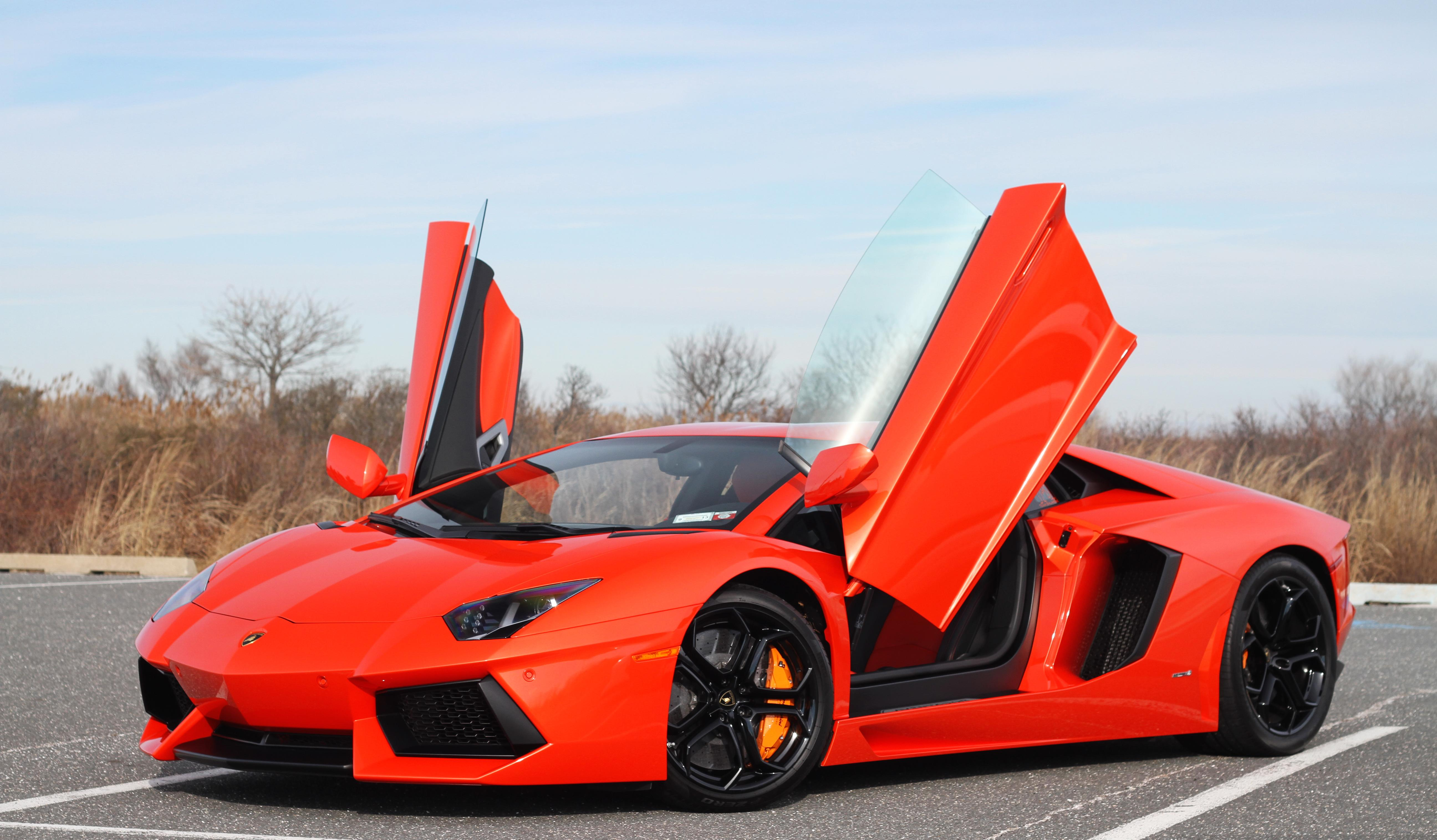
Lamborghini Aventador

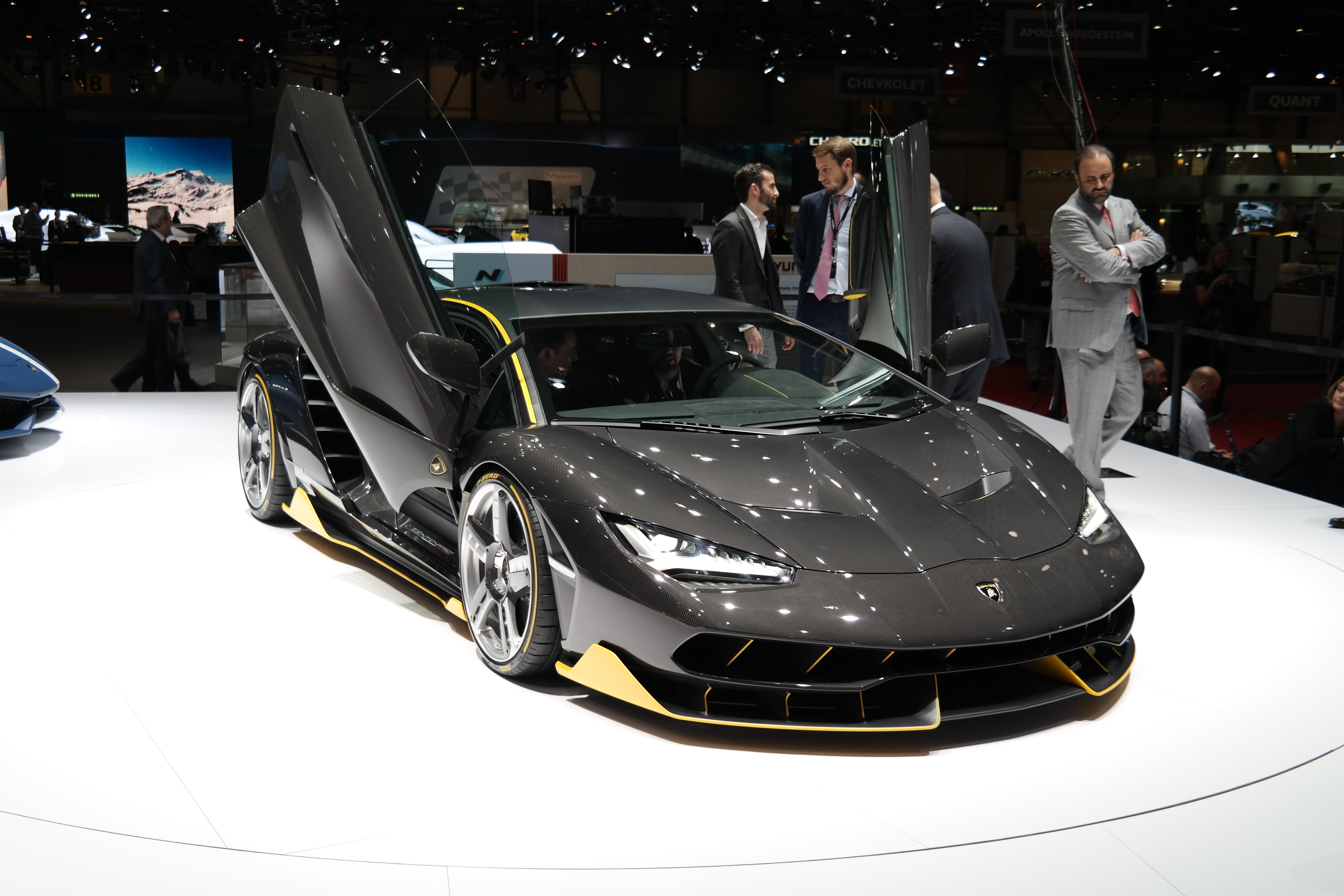
Lamborghini Centenario

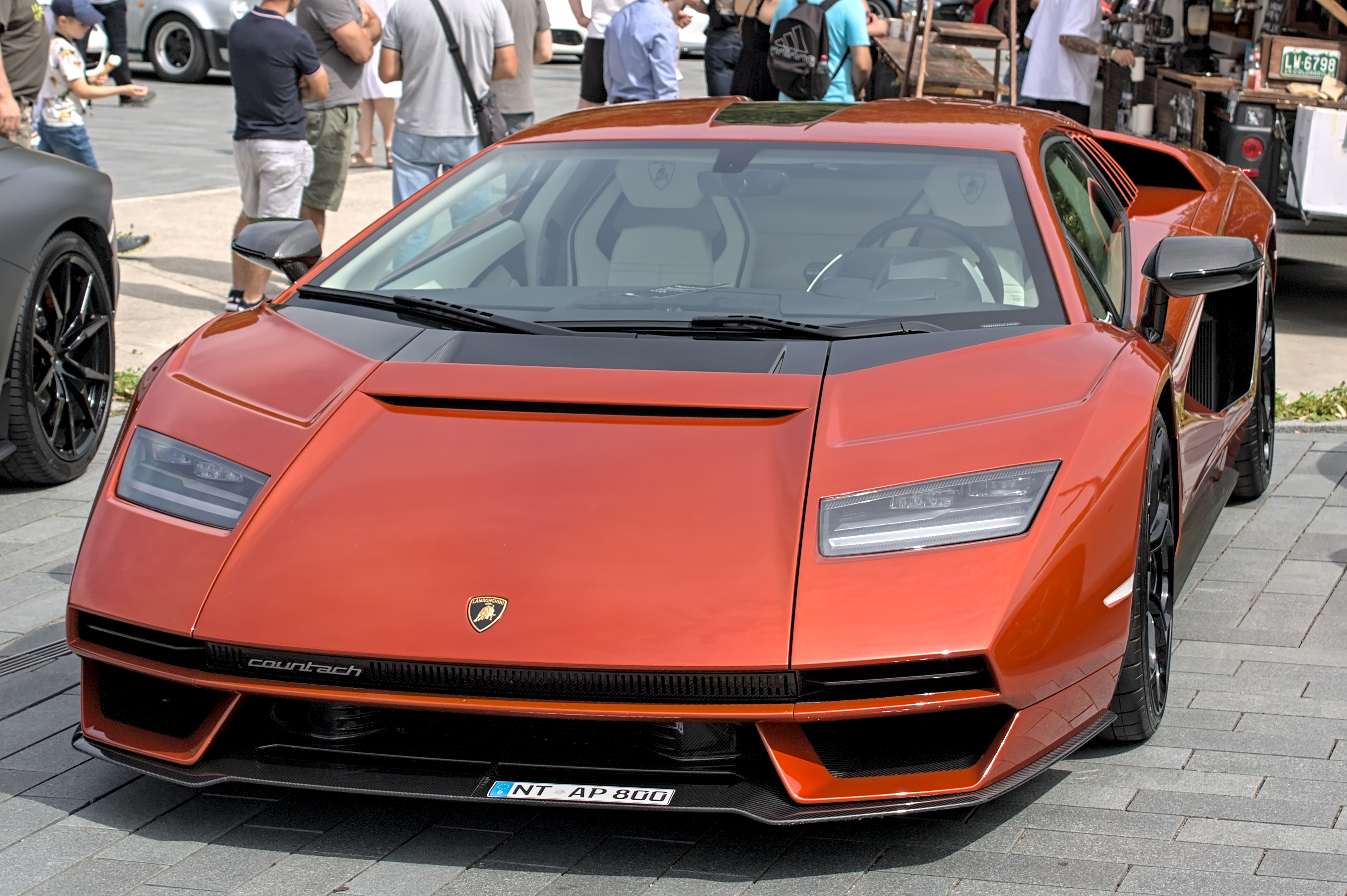
Lamborghini Countach LPI 800-4

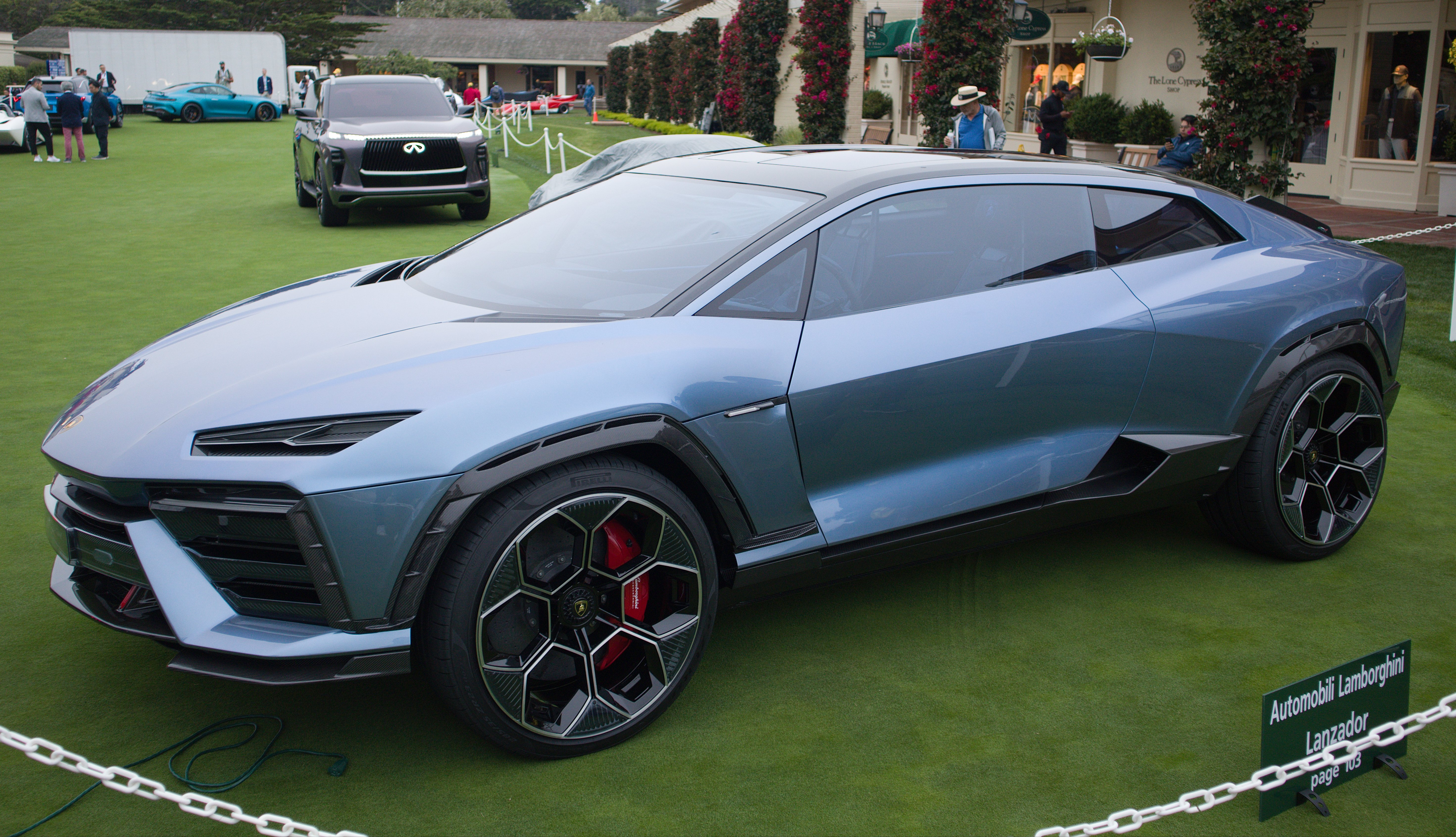
Lamborghini Lanzador Concept

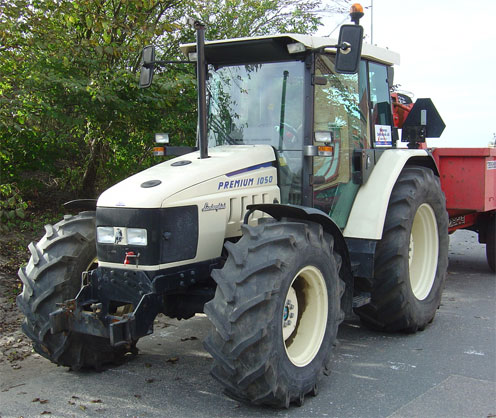
Lamborghini Premium 1050

Automobili Lamborghini S.p.A. (wym. lamborˈɡiːni) – włoski producent supersamochodów, SUV-ów i samochodów terenowych z siedzibą w Sant’Agata Bolognese działający od 1963 roku. Należy do niemieckiego koncernu Volkswagen Group.
Produkcję ciągników rolniczych tej marki prowadzi obecnie inne przedsiębiorstwo – Lamborghini Trattori, będące częścią grupy SDF S.p.A. (do 2015: SAME Deutz-Fahr S.p.A.). W czasie, gdy prezesem firmy był jeszcze Ferrucio Lamborghini, produkcja obu typów pojazdów była prowadzona przez wspólnie aż do roku 1971, gdy wydzieloną część zajmującą się ciągnikami sprzedano firmie SAME, która stworzyła później powyższą grupę. Pod szyldem Lamborgini ciągniki produkowano od 1947 r., a samochody – od 1963 r.

## Historia
Mówi się, że powstanie samochodów Lamborghini wynikło z dyskusji pomiędzy miłośnikiem wozów sportowych Ferruccim Lamborghinim (1916–1993) a Enzo Ferrarim. Lamborghini, który wówczas z powodzeniem produkował wyłącznie traktory, był niezadowolony ze swego samochodu Ferrari i zaproponował Enzo Ferrariemu wprowadzenie zmian konstrukcyjnych. Ten oburzony uwagami „jakiegoś traktorzysty” zakwestionował kompetencje Lamborghiniego. Wobec tego Lamborghini postanowił udowodnić mu kto jest lepszy i już po roku zademonstrował swój legendarny 12-cylindrowy model Lamborghini 350 GTV, wyraźnie przewyższający samochody marki Ferrari. W 1964 roku powstało 350 GT. Bezpośrednim i prawie nieuniknionym odgałęzieniem 350 GT był 400 GT. Jego silnik został powiększony do czterolitrowego modelu i zawierał pierwszą skrzynię biegów zaprojektowaną przez Lamborghini. Bazując początkowo na dwumiejscowym nadwoziu, które później przerobiono na 400 GT 2 + 2 z dwoma okazjonalnymi siedzeniami za dwoma zwykłymi, 400 GT osiągnęło ogólną produkcję 273 sztuk.
W 1966 pojawił się model Miura, dzięki któremu firma zyskała sławę na całym świecie. Mimo że samochód ten jest narowisty i trudny w prowadzeniu, to jego miłośnikom w niczym to nie przeszkadza.
W 1971 na salonie samochodowym w Genewie pokazano prototyp Countach, zaprojektowany przez Marcello Gandiniego z firmy Bertone. W 1974 rozpoczęła się seryjna produkcja. Ostro cięte, niskie nadwozie z unoszonymi do góry drzwiami i wlotami powietrza nadało mu niepowtarzalny charakter. Model ten, produkowany 15 lat pozwolił firmie i jej kolejnym właścicielom przetrwać ciężkie czasy.
Ferruccio Lamborghini sprzedał dział zajmujący się produkcją aut sportowych już w 1972. Kolejnymi właścicielami byli Georges-Henri Rossetti i René Leimer, następnie zarządzający firmą Patrick Mimran, który w 1987 sprzedał udziały amerykańskiemu koncernowi Chrysler Corporation. 7 lat współpracy minęło głównie pod znakiem nietypowego prototypu Chrysler-Lamborghini Portofino, by następnie w 1994 ponownie odsprzedać udziały innej firmie - indonezyjskiemu Megatech. W 1998 Automobili Lamborghini S.p.A po raz ostatni, jak do tej pory, zmieniło właściciela, którym zostało niemieckie Audi
W 1982 Lamborghini przedstawiło prototyp surowego samochodu terenowego oznaczony jako LM001. W 1986, po dokonaniu szeregu modyfikacji, wszedł do produkcji seryjnej jako LM002. Dzięki swojemu wyglądowi do dziś pozostaje jednym z najbardziej oryginalnych samochodów terenowych wszech czasów.
Następcą modelu Countach w 1990 zostało Diablo i produkowany był przez ponad dziesięć lat. Z kolei jego następca, model Murciélago, pojawił się dopiero w 2001.
Małe modele Lamborghini były produkowane z dużymi przerwami. Po modelu Urraco trzeba było czekać trzy lata na kolejny „mały” model, Jalpa, który produkowano do 1989. W 1995 przedstawiono prototyp Cala z silnikiem V10 3.9 L o mocy 400 KM. Do seryjnej produkcji jednak nie doszło. Dopiero model Gallardo w 2003 godnie zastąpił poprzednie modele.

## Modele samochodów

### Obecnie produkowane

#### Supersamochody
- Temerario
- Revuelto

#### SUV-y
- Urus

### Historyczne
- 350 GTS (1965)
- 350 GT (1964–1966)
- 400 GT (1966–1967)
- 400 GT 2+2 (1966–1967)
- Islero 400 GT (1968–1969)
- Islero 400 GTS (1969–1970)
- Jarama (1970–1972)
- Miura (1966–1973)
- Jarama 400 GTS (1972–1976)
- Espada (1968–1978)
- Urraco (1972–1979)
- Silhouette (1976–1979)
- Jalpa (1981–1988)
- Countach (1974–1990)
- LM002 (1986–1993)
- Canto (1997)
- Diablo (1991–2000)
- Reventón (2008–2009)
- Murciélago (2001–2010)
- Sesto Elemento (2010–2012)
- Aventador J (2012)
- Gallardo (2003–2013)
- Veneno (2013–2014)
- 5-95 Zagato (2014)
- Centenario (2016–2017)
- SC18 Alston (2018)
- SC20 (2020)
- Sián (2020–2021)
- Essenza SCV12 (2020–2021)
- Aventador (2011–2022)
- Countach LPI 800-4 (2021–2022)
- Invencible (2023)
- Authentica (2023)
- SC63 (2023)
- Huracán (2013–2024)

### Samochody koncepcyjne
- Lamborghini 350 GTV (1963)
- Lamborghini 400 GT Flying Star II (1966)
- Lamborghini 400 GT Monza (1966)
- Lamborghini Marzal (1967)
- Lamborghini Miura Jota (1970)
- Lamborghini Bravo (1974)
- Lamborghini Cheetah (1977)
- Lamborghini Espada Prototype (1977)
- Lamborghini Frua Faena (1978)
- Lamborghini Athon (1980)
- Lamborghini LM001 (1981)
- Lamborghini LMA (1982)
- Lamborghini LMA002 (1982)
- Lamborghini Marco Polo (1982)
- Lamborghini LM003 (1983)
- Lamborghini LM004 (1986)
- Lamborghini-Chrysler Portofino (1987)
- Lamborghini Genesis (1988)
- Lamborghini Cala (1995)
- Lamborghini P147 Acosta (1998)
- Lamborghini L147 Canto (1999)
- Lamborghini Murciélago Barchetta (2002)
- Lamborghini Miura Concept (2006)
- Lamborghini Concept S (2007)
- Lamborghini Alar (2007)
- Lamborghini Estoque (2008)
- Lamborghini Urus (2012)
- Lamborghini Egoista (2013)
- Lamborghini Asterion LPI 910-4 (2014)
- Lamborghini Terzo Millennio (2017)
- Lamborghini Huracán Sterrato (2019)
- Lamborghini V12 Visión Gran Turismo (2019)
- Lamborghini Lanzador (2023)